# أولاد موحى (الطول)
أولاد موحى هو دُوَّار يقع بجماعة تيساف، إقليم بولمان، جهة فاس مكناس في المملكة المغربية. ينتمي الدوّار لمشيخة الطول التي تضم 3 دواوير. يقدر عدد سكانه بـ 437 نسمة حسب الإحصاء الرسمي للسكان والسكنى لسنة 2004.

## روابط خارجية
- البوابة الوطنية للجماعات الترابية
- المندوبية السامية للتخطيط